# Natalja Alexandrowna Jerjomitsch
Natalja Alexandrowna Jerjomitsch (auch Natalie Eremich, russisch Наталья Александровна Ерёмич; * 25. Oktober 1986) ist eine russische Biathletin.
Natalja Jerjomitsch kam in erster Linie im Sommerbiathlon zum Einsatz. Wenig erfolgreich war sie beim IBU-Sommercup 2009, wo sie in Ostrow auf Skirollern Elfte des Sprints wurde, das Verfolgungsrennen danach aber nicht mehr durchführte. Erfolgreicher war Jeremitsch beim IBU-Sommercup 2011 in Ostrow. Im Sprint verpasste sie mit vier Schießfehlern als Fünftplatzierte noch das Podest, im darauf basierenden Verfolgungsrennen verbesserte sie sich mit sieben Fehlern und damit der zweitbesten Schießleistung auf den zweiten Platz und musste sich damit nur der überragenden Olga Abramowa geschlagen geben.

## Belege
1. ↑  2. IBU Skiroller Cup in Ostrov (RUS) (Seite nicht mehr abrufbar, festgestellt im Mai 2019. Suche in Webarchiven)  Info: Der Link wurde automatisch als defekt markiert. Bitte prüfe den Link gemäß Anleitung und entferne dann diesen Hinweis.

| Personendaten    | Personendaten                                                                    |
| ---------------- | -------------------------------------------------------------------------------- |
| NAME             | Jerjomitsch, Natalja Alexandrowna                                                |
| ALTERNATIVNAMEN  | Ерёмич, Наталья Александровна (russisch); Eremich, Nataliya; Jeremitsch, Natalja |
| KURZBESCHREIBUNG | russische Biathletin                                                             |
| GEBURTSDATUM     | 25. Oktober 1986                                                                 |